# أحمد البطش
أحمد حسني خليل البطش هو سياسي وبرلماني فلسطيني، كان عضوًا في المجلس التشريعي الفلسطيني الأول بين عامي 1996 و2006، بعدما ترشح في الانتخابات العامة الفلسطينية عام 1996 بصفة مستقل في دائرة محافظة القدس وحصل على 9,846 صوتًا.